# Kokkai-gijidōmae (métro de Tokyo)
Kokkai-gijidōmae (国会議事堂前駅, Kokkai-gijidōmae-eki) est une station du métro de Tokyo sur les lignes Marunouchi et Chiyoda dans l'arrondissement de Chiyoda à Tokyo. Elle est exploitée par le Tokyo Metro.

## Situation sur le réseau
La station Meiji-jingūmae est située au point kilométrique (PK) 6,5 de la ligne Chiyoda et au PK 12,7 de la ligne Marunouchi.

## Histoire
La station a été inaugurée le 15 mars 1956 sur la ligne Marunouchi. La ligne Chiyoda dessert la station depuis le 20 octobre 1972.

## Services aux voyageurs

### Accès et accueil
La station est ouverte tous les jours.
En moyenne, 140 867 voyageurs ont fréquenté quotidiennement la station en 2015.

### Desserte
- Ligne Marunouchi :
  - voie 1 : direction Ogikubo
  - voie 2 : direction Ikebukuro
- Ligne Chiyoda :
  - voie 3 : direction Yoyogi-Uehara (interconnexion avec la ligne Odakyū Odawara pour Hon-Atsugi et Isehara)
  - voie 4 : direction Ayase (interconnexion avec la ligne Jōban pour Toride)

### Intermodalité
La station se trouve à proximité de Tameike-Sannō (lignes Ginza et Namboku), et les deux stations sont reliées par un couloir de correspondance.

Installations de la station
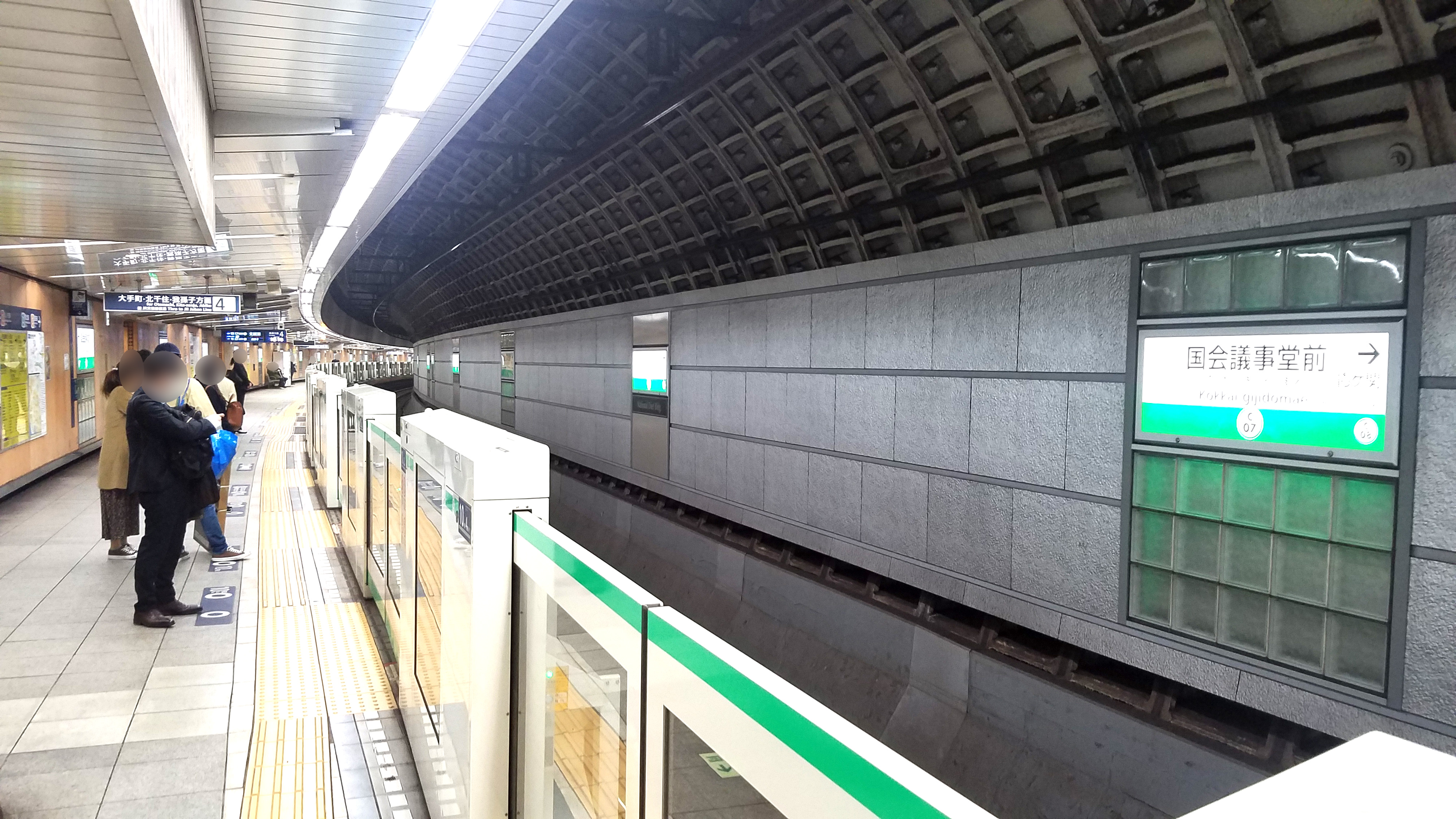
Quai de la ligne Chiyoda
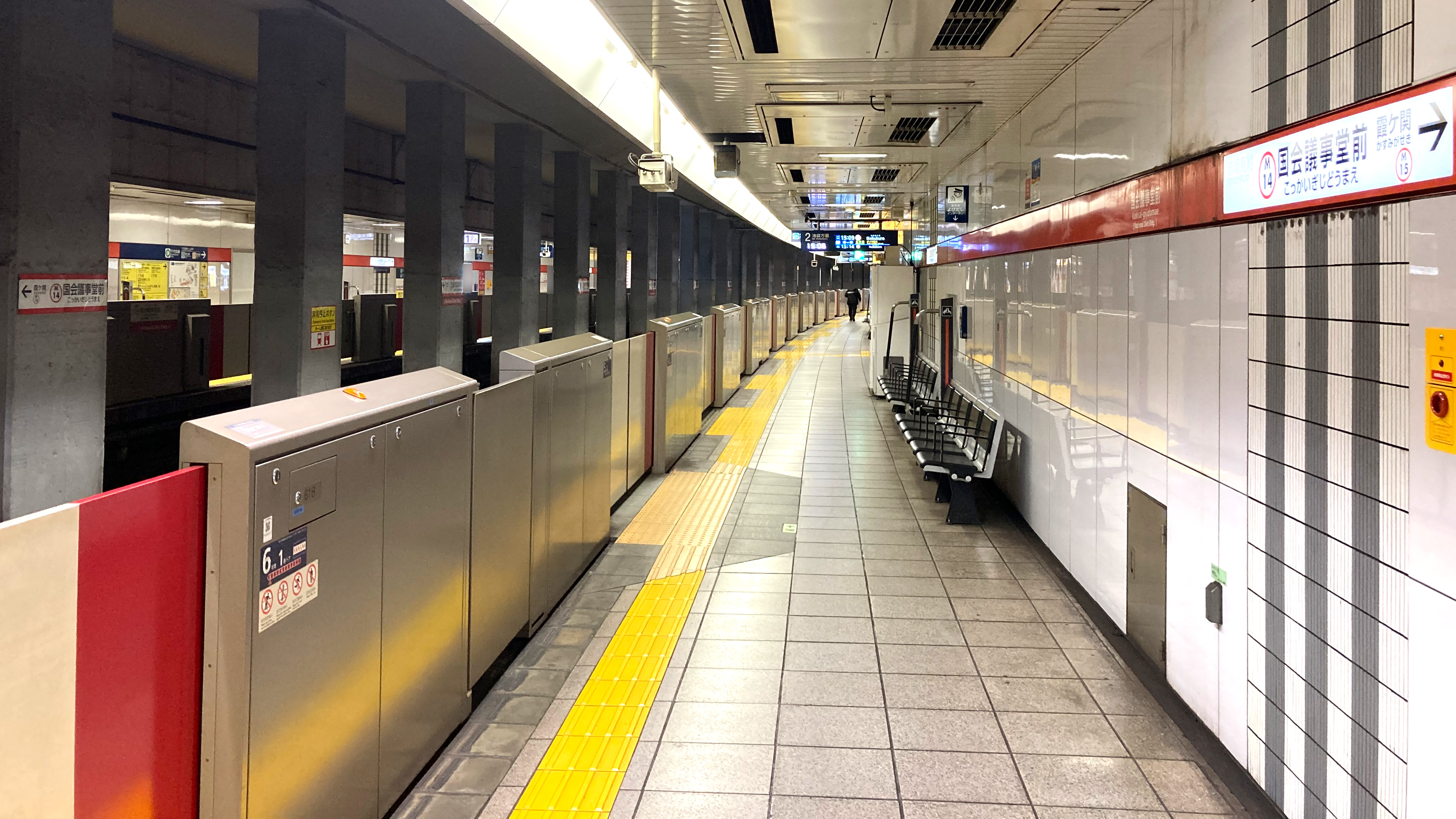
Quais de la ligne Marunouchi
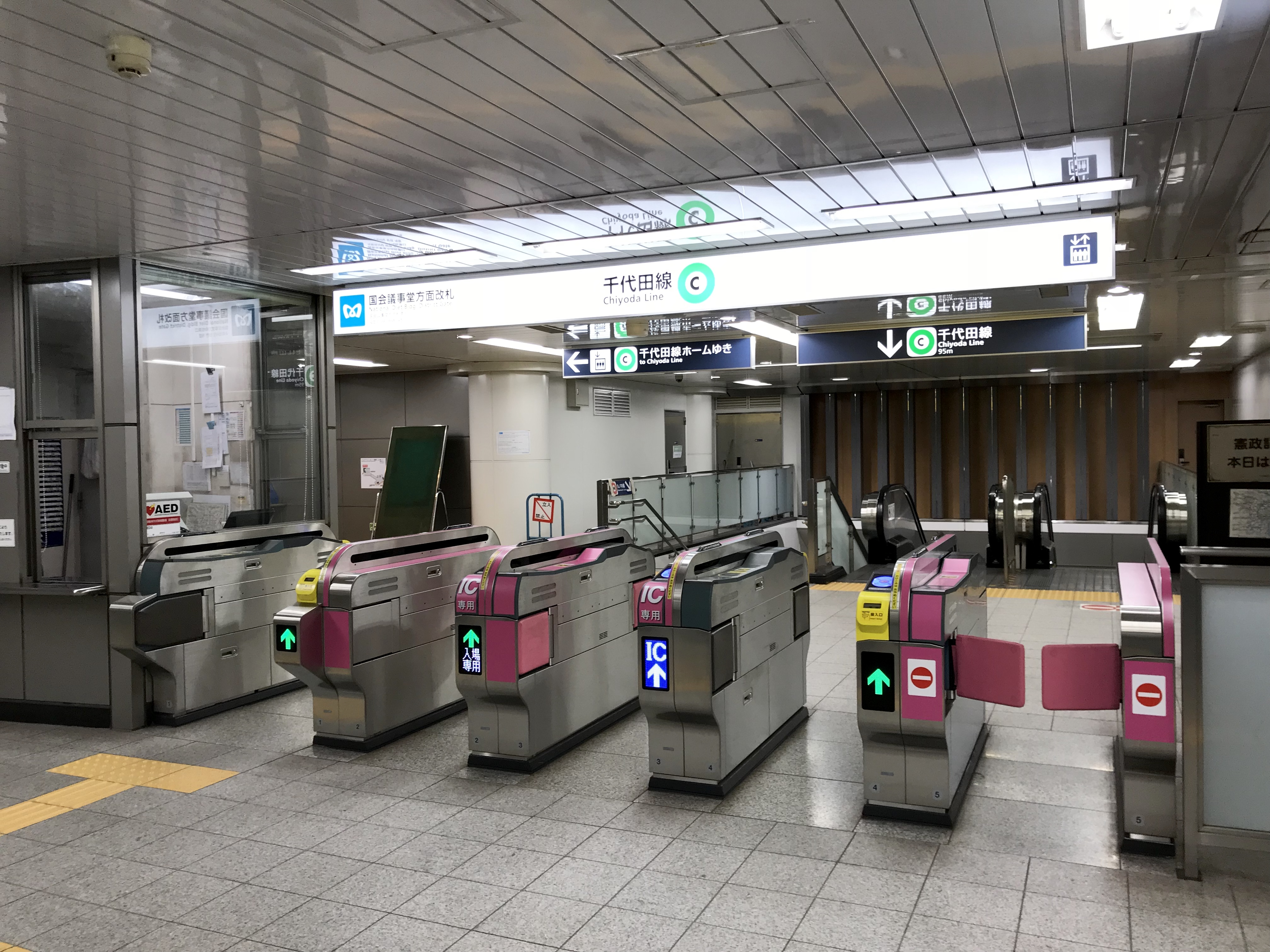
Ligne de contrôle

## À proximité
- Bâtiment de la Diète nationale
- Kantei
- Bureau du Cabinet